# マッケレル級潜水艦
| マッケレル級潜水艦 | マッケレル級潜水艦 |
| ------------------ | --- |
| USS Mackerel       | |
| 艦級概観           | |
| 艦種               | 攻撃型潜水艦 |
| 艦名               | 魚名 |
| 前級               | タンバー級潜水艦 |
| 次級               | ガトー級潜水艦 |
| 性能諸元           | |
| 排水量             | 水上：825トン 、水中：1,179トン（マッケレル）、 水上：800トン 、水中：1,165トン（マーリン）                             |
| 全長               | 239 ft（マッケレル）、 238.1 ft（マーリン）                                                                             |
| 全幅               | 21.7 ft（マッケレル）、 21.8 ft（マーリン）                                                                             |
| 吃水               | 12 ft（マッケレル）、 12.1 ft（マーリン）                                                                               |
| 予備浮力           | |
| 機関               | EB社製ディーゼルエンジン（マッケレル）、アルコ社製ディーゼルエンジン（マーリン） 4基、エレクトロ・ダイナミック発電機4基 |
| 電池               | 60セルサーゴバッテリー2基（マッケレル） 126セルサーゴバッテリー2基（マーリン）                                          |
| 最大速力           | 水上：16 ノット (30 km/h) 水中：9 ノット (17 km/h)                                                                      |
| 潜航深度           | 76 m |
| 航続力             | 10ノットで6,500カイリ（マッケレル）、10ノットで7,400カイリ（マーリン）                                                  |
| 乗員               | 士官4名、兵員33名（マッケレル）、士官4名、兵員34名（マーリン）                                                          |
| 探索装置           | |
| 兵装               | 3インチ砲1門 50口径機銃2基 30口径機銃2基 21インチ魚雷発射管6門                                                          |

マッケレル級潜水艦（マッケレルきゅうせんすいかん Mackerel class submarine）は、アメリカ海軍の潜水艦の艦級。第二次世界大戦中に2隻が建造された。

## 概要
ポーパス級潜水艦からタンバー級潜水艦に至る一連のシリーズにより、アメリカ海軍における艦隊型潜水艦の顔ぶれは一新された。
その一方で、依然旧形式で小型のO級、R級、S級の3形式も少しずつ除籍艦を出しながらも健在であった。これらの潜水艦の代替艦に艦隊型潜水艦を充てるのは予算上好ましくないと考えられたことと、戦時急造量産のことを念頭に置き、とりあえず試作艦として1939年度に2隻が建造されることとなった。これがマッケレル級潜水艦である。
建造に際し、恒例として比較のためにポーツマス海軍造船所とエレクトリック・ボート社（EB社）にそれぞれ設計をさせて建造することとなったが、見事なまでに「同一形式のはずなのに同一形式に見えない」潜水艦が誕生した。同一なのは兵装と電池のみで、他は船体の大きさや航続距離に至るまで合致しなかった。とはいえ、試作かつ比較検討という観点からは仕方のないことではあった。航続距離に関しては、カシャロット級潜水艦の3分の1の燃料搭載量にもかかわらず（それも、当初計画より搭載量が増やされた）、カシャロット級より大きな航続力を実現した。
就役後は艦隊で試験運用されたものの、潜航に時間がかかることや安全深度が不十分であること、居住性もいまひとつで、艦隊サイドの評判は冴えなかった。また、比較対象としたUボート（マッケレル級の両艦が就役直後の1941年8月24日に、そのうちの1隻であるU-570（VIIC型）がイギリス海軍により捕獲されており、U-570のデータがマッケレル級との比較に使われた）と比べても遜色がありすぎたことや、艦隊型潜水艦の建造を優先するため追加建造されることはなく、結局2隻で建造が打ち切られた。

## 改装と戦歴
マッケレル級も、他の艦隊型潜水艦と同様、太平洋戦争中に艦橋構造の凸型化改装やレーダー、機銃の搭載が実施された。
太平洋戦域に出ることはなく、ニューロンドンを母港として一貫して一般の訓練や各種実験任務に従事した。マッケレルに関しては、一度のみ会敵のチャンスを得たが、結局マッケレルとマーリンが戦果を挙げることはなかった。また、艦隊型潜水艦の艦長候補者の実地訓練用にも使用され、カスコ湾やロング・アイランド海峡、ナラガンセット湾、チェサピーク湾などで訓練を実施し、目標艦はニューポートを母港とする駆逐艦などが務めた。浮上しながら目標に接近・攻撃する演習も昼夜問わず幾度か実施され、訓練の末この戦法を会得した何人かの艦長が、太平洋戦域においてしばしば浮上攻撃で日本艦船を撃沈したりしている。そういった意味では、マッケレル級は自らは戦果を挙げなくとも、「影」の部分で太平洋戦域のアメリカ潜水艦隊に多大な貢献したことになる。戦争終結後まもなく、そろって除籍された。
なお、詳細な艦歴は各艦の項を参照されたい。